# Новоіванівка (Кам'янський район)
Новоіва́нівка — село в Україні, у Кам'янському районі Дніпропетровської області. Входить до складу Саксаганської сільської громади. До 2017 року орган місцевого самоврядування — Саврівська сільська рада. Населення — 67 мешканців.

## Географія
Село Новоіванівка знаходиться за 1,5 км від села Червона Поляна і за 2 км від міста Жовті Води. Селом тече Балка Кринична.

## Населення

### Мова
Розподіл населення за рідною мовою за даними перепису 2001 року:
| Мова       | Відсоток |
| ---------- | -------- |
| українська | 82,1 %   |
| російська  | 17,9 %   |

## Інтернет-посилання
- Погода в селі Новоіванівка

1. ↑  Рідні мови в об'єднаних територіальних громадах України — Український центр суспільних даних